# Museu de Geologia do Azerbaijão
O Museu de Geologia do Azerbaijão (em azeri:  Azərbaycan Geologiya Muzeyi) é um museu localizado em Bacu, capital do Azerbaijão. O museu opera dentro do Ministério da Ecologia e Recursos Naturais do Azerbaijão.

## História
O museu foi estabelecido pelo Conselho de Ministros do RSS Azerbaijão em 19 de abril de 1982. Em 21 de maio de 2008, o Presidente do Azerbaijão, Ilham Aliyev, alocou um milhão de AZN para aumentar a eficiência do trabalho nesta área. Depois disso, um amplo trabalho de reparação e reconstrução começou no museu. A área do museu foi ampliada para 630 metros quadrados. Estandes de exibição, reguladores de temperatura foram instalados no museu e várias exposições foram restauradas. O museu foi reaberto em 25 de dezembro de 2010.

## Seções
O museu possui seis seções. Consiste em seções sobre geologia regional, recursos minerais, petrografia, mineralogia e paleontologia. A seção de geologia regional fornece informações sobre a estrutura geológica geral e os minerais do Azerbaijão. A base de recursos minerais fornece informações gerais sobre depósitos de minério e não-minério no território do Azerbaijão. Estandes em muitos campos, as amostras de minério retiradas desses campos são exibidas em vitrines especiais. A seção de petrografia exibe todos os tipos de rochas comuns no Azerbaijão. Na seção de mineralogia, a exposição é baseada em minerais coletados no território do Azerbaijão e em amostras trazidas de várias regiões do mundo por troca, a fim de completar a coleta o máximo possível. O departamento de paleontologia preserva os restos de plantas e animais extintos desde os tempos antigos até os tempos modernos. A seção de fotos exibe panoramas representando cantos geologicamente interessantes do Azerbaijão, depósitos minerais e pedreiras.

## Espécimes
A coleção do museu foi criada em 1969 com base na coleção pessoal do geólogo Ivan Sitkovsky que trabalhava no Departamento Geológico do Azerbaijão. A partir dessa data, várias pedras encontradas por geólogos azerbaijanos durante suas pesquisas científicas foram sistematizadas e colocadas em seções especiais.
Existem mais de 12.000 espécimes na coleção do museu, mas 6.000 deles estão em exibição. As rochas mais antigas são do período pré-cambriano e têm 250 milhões de anos. As mais novas, ou seja, as rochas modernas, pertencem ao período quaternário. Existem exposições da ex-União Soviética e de quase todo o mundo. Esses exemplos estão principalmente nas seções de mineralogia e petrografia. Há exposições da Antártida, Oceano Pacífico, Península de Kola, Extremo Oriente, África e América do Sul. Embora as amostras geológicas sejam permanentes, a coleção é sistematicamente concluída e as novas descobertas são colocadas em um grande museu. As coleções de petrografia e mineralogia são complementadas por amostras de outras regiões do mundo, além de amostras coletadas no Azerbaijão. Estandes especiais e amostras baseadas nos materiais das expedições Azerbaijão–Antártica, Azerbaijão–África (Kilimanjaro) e Azerbaijão–América do Sul (Aconcágua) também são exibidos aqui.